# Список іноземних найманців, загиблих в російсько-українській війні (Росія)
Іноземні добровольці були залучені до конфлікту, борючись з обох сторін. У статті наведено список ліквідованих іноземних добровольців, найманців та комбатантів, які сприяли російській збройній агресії проти України з весни 2014. За оцінками організації The Soufan Center, станом на 2019 рік у війні на сході України до 1372 осіб воювало на проросійському боці. Організація також наводить участь до 15 тисяч росіян у війні, без врахування регулярних Збройних сил РФ: до 3000 росіян воювало на стороні України, і до 12000 — на проросійському боці.

## Список загиблих
В ході повномасштабного вторгнення в Україну на 5 грудня 2023 року вдалося встановити імена щонайменш 254 загиблих іноземних громадян, які воювали на проросійському боці. Серед них — громадяни Непалу, Іраку, Замбії, Таджикистану та інших країн.
|     | Прізвище, ім'я                                                          | Про особу | Дата смерті           | Місце смерті                                          |
| --- | ----------------------------------------------------------------------- | --- | --------------------- | ----------------------------------------------------- |
| 1   | Башпінар Іса Велійович                                                  | 34 роки, громадянин Туреччини. До війни працював монтажником мобільних станцій life у Донецьку. У 2014 вступив до лав окупаційних сил, воював у Козачій Вовчій Сотні | 7 серпня 2014         | с. Саурівка                                           |
| 2   | Глинка Войтех                                                           | 46 років, м. Жатець, бойовик бандформування «Восток» | 12 серпня 2014        | поблизу м. Міусинськ                                  |
| 3   | Стейскал Іво                                                            | 41 рік, м. Брно, бойовик бандформування «Восток» | 12 серпня 2014        | поблизу м. Міусинськ                                  |
| 4   | Бахрієв Акмал Анварович                                                 | 45 років. Доброволець. Розвідник, командир 3 відділення підрозділу Асса, Окрема артилерійська бригада «Кальміус» | 24 серпня 2014        | Оленівка, Донецька область                            |
| 5   | Селеш Володимир Лайошевич                                               | 49 років, угорський найманець, воював у складі незаконного бандформування «Легіон Святого Іштвана» на боці т. н. ЛНР | 2 вересня 2014        | Луганська область                                     |
| 6   | Барфієв Муродалі                                                        | 30 років, м. Курган-Тюбе, Таджикистан. Доброволець. | жовтень 2014          |                                                       |
| 7   | Коссе Афанасій («Фаня»)                                                 | Афіни, громадянин Греції, член угрупування «Інтербригада» організації «ДНР» | 18 листопада 2014     | в районі Донецького аеропорту                         |
| 8   | Раміль Гусейнлі («Фідель»)                                              | 37 років, м. Ґебеле, бойовик 9-го ОПМП | 1 січня 2015          | м. Новоазовськ                                        |
| 9   | Бухаідзе Шалва                                                          | с. Чогнарі, Терджольський муніципалітет, громадянин Грузії, член угрупування «ДНР» | 5 січня 2015          | в районі Донецького аеропорту                         |
| 10  | Кушнір Радіон («Мороз»)                                                 | 25 років, громадянин Латвії, бойовик батальйону «Восток» | 21 січня 2015         | с. Піски поблизу ДАП, Донецька область                |
| 11  | Воян Крістіан Жакі («Француз»)                                          | 43 роки, бойовик 4 ОМСБр | 10 лютого 2015        | смт Чорнухине, Луганська область                      |
| 12  | Пастухов Віталій («Німець»)                                             | народився в Казахстані, громадянин Німеччини, бойовик бандформування «1-ша Ізваринська рота» | до 12 лютого 2015     |                                                       |
| 13  | Стебихов Сергій Вікторович («Варяг»)                                    | 40 років, м. Осиповичі, Могильовська область, Білорусь. Бойовик бандформування «Прізрак», підірвався на протипіхотній міні. | 20 квітня 2015        | поблизу м. Алчевськ                                   |
| 14  | Хутчуа Вепхо Тамазович                                                  | 27 років, м. Самтредія, бойовик бандформування «1-ша окрема мотострілецька бригада» | 29 квітня 2016        |                                                       |
| 15  | Андрусенко Олег Львович                                                 | 44 роки, м. Гудаута, бойовик бандформування «П'ятнашка» | 7 червня 2016         |                                                       |
| 16  | Станіміровіч Владімір                                                   | громадянин Сербії, член угрупування «ДНР» | 15 жовтня 2016        | с. Комінтернове, Донецька область                     |
| 17  | Тванба Азамат В'ячеславович                                             | 30 років, м. Сухумі, бойовик бандформування «П'ятнашка» | 17 жовтня 2016        |                                                       |
| 18  | Нішонов Маруфжон Мамирович («Узбек»)                                    | 34 роки, Ферганська область, снайпер «ДНР» | 8 березня 2017        | поблизу м. Авдіївка, Донецька область                 |
| 19  | Запаснік Грігорій (Grigorijus Zapasnikas, «Litva»)                      | народився у 1968 року, член угрупування «ДНР» (з 2015 року) | 15 червня 2017        |                                                       |
| 20  | Абушов Рінат Ісфандіяр Огли («Баку»)                                    | 30 років, бойовик бандформування «П'ятнашка» | 14 серпня 2017        |                                                       |
| 21  | Мамієв Олег Анатолійович                                                | 40 років, осетинський бойовик, полковник «ДНР», командир батальйону «П'ятнашка» | 17 травня 2018        | поблизу м. Авдіївка, Донецька область                 |
| 22  | Шаріпов Ходжиакбар Істамович                                            | 32 роки, Навоїйська область, бойовик батальйону «Восток» | 3 липня 2019          | поблизу м. Ясинувата, Донецька область                |
| 23  | Замонов Абдукаххор                                                      | 41 рік, м. Душанбе | 6 квітня 2021         |                                                       |
| 24  | Худоїєв Джамшед                                                         | Дарвозький район, контрактник | до 4 березня 2022     |                                                       |
| 25  | Абдуллоєв Шухрат                                                        | Дарвозький район, контрактник | до 4 березня 2022     |                                                       |
| 26  | Саїдов Сайдакбар                                                        | 50 років, контрактний офіцер 201-ї російської військової бази у Таджикистані | 7 березня 2022        |                                                       |
| 27  | Кораєв Георгій                                                          | доброволець, посмертно нагороджений медаллю «Захиснику Вітчизни». Мав стосунки з Олександром Захарченко і Олегом Мамієвом. | 7 березня 2022        |                                                       |
| 28  | Джиоєв Марат                                                            | 34 роки, доброволець | 7 березня 2022        |                                                       |
| 29  | Козаєв Володимир                                                        | 34 роки, доброволець, учасник російсько-грузинської війни (2008) | 7 березня 2022        |                                                       |
| 30  | Зарифулін Рустам                                                        | 26 років, контрактник, нагороджений орденом Мужності (посмертно) | 14 березня 2022       |                                                       |
| 31  | Рахматов Кадиржан Камілович                                             | контрактник Збройних Сил РФ 27-ї мотострілецької бригади | до 15 березня 2022    |                                                       |
| 32  | Бакаєв Андрій Миколайович                                               | 35 років, м. Цхінвалі, сержант 58-ї армії, нагороджений орденом Мужності (посмертно) | до 16 березня 2022    |                                                       |
| 33  | Маккейн Марк                                                            | 38 років, командир розвідгрупи, 7 ОМСБр | 19 березня 2022       | поблизу м. Рубіжне                                    |
| 34  | Дорбоєв Егемберді Бекказимович                                          | 20 років, контрактник, проходив службу в окремому розвідувальному батальйоні у Білгородській області РФ, нагороджений орденом Мужності (посмертно) | 20 березня 2022       |                                                       |
| 35  | Муртазоєв Рамазон                                                       | 38 років, контрактник | до 23 березня 2022    |                                                       |
| 36  | Умбреян Арутюн Гайкович                                                 | 32 роки, командир загону ПВК «Вагнер», мав подвійне громадянство: Вірменії та РФ | 25 березня 2022       |                                                       |
| 37  | Онгаро Еді Буїтре                                                       | 46 років, м. Венеція. Італійський комуніст, який емігрував, щоб воювати за «ЛНР». Онгаро 7 років жив на Донбасі та входив до бандформування «Прізрак». Він емігрував з Італії в 2015 році після бійки в барі та нападу на поліцейського | 30 березня 2022       | поблизу м. Авдіївка                                   |
| 38  | Киркинадзе Ахра                                                         | 36 років, бойовик бандформування «П'ятнашка» | 31 березня 2022       | м. Ясинувата                                          |
| 39  | Кулумбегов Роберт Вадимович                                             | 48 років, бойовик бандформування «П'ятнашка». Майор осетинського ОМОНу запасу, Заслужений артист Південної Осетії та Абхазії | 31 березня 2022       | м. Ясинувата                                          |
| 40  | Вільякайнен Петрі Юхана                                                 | 45 років, м. Піексямякі, бойовик бандформування «Прізрак» | березень 2022         | поблизу м. Сєвєродонецьк                              |
| 41  | Абдуллоєв Махмадалі                                                     | 22 роки, Хатлонська область, контрактник | кінець березня 2022   | м. Ізюм, Харківська область                           |
| 42  | Димитриєвич Стефан                                                      | 32 роки, сербський націоналіст, м. Земун, бойовик бандформування «Прізрак». Воює на боці сепаратистів «ЛНР» з 2014 року. В 2018 році він приїжджав до Сербії, де місцевий уряд засудив його на умовний термін за участь у війні, але незабаром повернувся на Донбас | 4 квітня 2022         | Луганська область                                     |
| 43  | Камілов Ісламжон                                                        | 20 років, народився та виріс у селі Кара-Дийкан Узгенського району. Після закінчення школи у 2019 році поїхав до Росії, але не зміг вступити до вишу через карантин. У 2020-му отримав громадянство Росії. Восени того ж року був призваний на термінову службу. Після вирішив служити на контрактній основі у мотострілецькій бригаді. | 5 квітня 2022         | Луганська область                                     |
| 44  | Євглевський Павло Львович                                               | 51 рік, командир 4 батальйону 105 полку 1 АК "ДНР" | 9 квітня 2022         | м. Маріуполь, Донецька область                        |
| 45  | Аманов Сакен Бекадилович                                                | 47 років, м. Кунград, старший лейтенант «ДНР», командир 1 танкової роти танкового батальйону 9 Окремого полку морської піхоти. До війни проживав в Ужгороді Закарпатської обл., потім у Макіївці та Сніжному Донецької обл. Був зареєстрований як ФОП (роздрібна торгівля продуктами харчування) | 10 квітня 2022        | м. Маріуполь, Донецька область                        |
| 46  | Бєсаєв Руслан Омарович                                                  | 35 років, доброволець, відомий чемпіон з єдиноборств, учасник російсько-грузинської війни у серпні 2008 року | 10 квітня 2022        | м. Маріуполь, Донецька область                        |
| 47  | Нозімов Абубакр Атамжонович                                             | 24 роки, Аштська нохія, молодший сержант, командир відділення розвідки 3-ї бригади спеціального призначення | 12 квітня 2022        | поблизу м. Харків                                     |
| 48  | Казієв Руслан                                                           | доброволець | до 15 квітня 2022     |                                                       |
| 49  | Кортієв Інал                                                            | 37 років, старший сержант, контрактник 4-ї російської військової бази, нагороджений орденом Мужності (посмертно) | квітень 2022          |                                                       |
| 50  | Лохов Алім                                                              | 36 років, бойовик з Південної Осетії | до 4 травня 2022      |                                                       |
| 51  | Тедеєв Алан                                                             | 46 років, бойовик з Південної Осетії | до 7 травня 2022      |                                                       |
| 52  | Сафаров Аліджон                                                         | 25 років, Файзабадський район, контрактник | 8 травня 2022         |                                                       |
| 53  | Марков Микола                                                           | 67 років, полковник у відставці, найманець російської ПВК, пілот штурмовика Су-25 | 12 травня 2022        | м. Попасна Сєвєродонецького району Луганської області |
| 54  | Джиоєв Ацамаз                                                           | бойовик з Південної Осетії | до 18 травня 2022     |                                                       |
| 55  | Бестаєв Ацамаз                                                          | бойовик з Південної Осетії | до 18 травня 2022     |                                                       |
| 56  | Озубеков Сиргакбек                                                      | 19 років, контрактник, народився у місті Кара-Куль Джалал-Абадської області. У ранньому дитинстві він із батьками переїхав на Сахалін — там він і отримав громадянство Росії. | 18 травня 2022        |                                                       |
| 57  | Цховребов Роланд                                                        | 36 років, м. Цхінвалі, найманець | 27 травня 2022        |                                                       |
| 58  | Багаєв Алан Миколайович                                                 | 36 років, доброволець із частково визнаної Республіки Південна Осетія. Указом президента РПО від 31.05.2022 посмертно нагороджений медаллю «Захиснику Вітчизни» | 27 травня 2022        |                                                       |
| 59  | Каджаєв Ремік Рубенович                                                 | 43 роки, доброволець із Південної Осетії. За одними даними, із села Ір або Камбіліївське Приміського району Північної Осетії РФ, за іншими даними — із частково визнаної Республіки Південна Осетія, був активним учасником бойових дій під час місцевої війни. Громадянин РФ, працював різноробом по приватному найму у Владикавказі. Нагороджений медаллю «Захиснику Вітчизни» посмертно.                                                     | 27 травня 2022        |                                                       |
| 60  | Дудаєв Алан                                                             | доброволець, посмертно нагороджений медаллю «Захиснику Вітчизни» | 1 червня 2022         |                                                       |
| 61  | Алборов Олег                                                            | доброволець | 1 червня 2022         |                                                       |
| 62  | Спижавка Васіль                                                         | доброволець | 1 червня 2022         |                                                       |
| 63  | Полотов Руслан                                                          | 38 років, доброволець, народився у селі Уч-Коргон Таласької області. Закінчив Московське вище військове командне училище та Академію державного управління при президенті Киргизстану. З 2003 року проходив збори з гірничої підготовки підрозділів спеціального призначення. Отримував грамоти міністерств оборони Киргизстану та Казахстану                                                                                                   | до 3 червня 2022      | м. Рубіжне, Луганська область                         |
| 64  | Набієв Сулаймонхуджа                                                    | 22 роки, джамоат м. Ісфара, контрактник | до 8 червня 2022      |                                                       |
| 65  | Курбанбаєв Аманбек Ібраїмович                                           | 49 років, учасник Баткенських подій, майор міліції у відставці, контрактник російської армії, нагороджений медаллю «Ердік», помер у шпиталі внаслідок поранення, отриманого в м. Сіверськодонецьку Луганської області | 8 червня 2022         | м. Москва                                             |
| 66  | Саттаров Азіз Шавкатович                                                | 26 років, контрактник, після закічення школи в с. Татарське Бурнашеве проходив строкову службу. Перший контракт уклав у серпні 2015 року, другий — у липні 2019. Службу проходив водієм електростанції взводу зв'язку роти зв'язку в одній із військових частин Петропавловську-Камчатського звідти та був направлений в Україну | 12 червня 2022        |                                                       |
| 67  | Алієв Аділет Емілбекович                                                | 23 роки, Джалал-Абадська область, контрактник, розвідник-санітар роти спецназу | 26 червня 2022        |                                                       |
| 68  | Хусаїнов Ільдар Ехсовійович                                             | 35 років, контрактник | 26 червня 2022        | Ізюмський район, Харківська область                   |
| 69  | Абдрахманов Іслам                                                       | контрактник | червень 2022          |                                                       |
| 70  | Тохтахунов Мірлан Азізулайович                                          | контрактник ЗС РФ | до 9 липня 2022       |                                                       |
| 71  | Смир Лоран Русланович                                                   | м. Ахалі-Атоні, бойовик бандформування «П'ятнашка». За іншими даними — бойовик Кубанського козачого війська | 21 липня 2022         | поблизу м. Авдіївка, Донецька область                 |
| 72  | Джуссоєв Альберт Алікович                                               | 37 років, м. Цхінвалі, контрактник 4-ї російської військової бази (з 2018 року). Закінчив Загальновійськовую академію ЗС РФ у 2012 року. Посмертно нагороджений медаллю «Захиснику Вітчизни» | 1 серпня 2022         | Запорізька область                                    |
| 73  | Киркинадзе Артур                                                        | бойовик бандформування «П'ятнашка» | 8 вересня 2022        | поблизу м. Авдіївка, Донецька область                 |
| 74  | Павлович Дарко                                                          | 28 років, бойовик з Сербії | 9 вересня 2022        | м. Балаклія, Харківська область                       |
| 75  | Хаджієв Максадбег Маткурбонович                                         | 27 років, Хорезмська область, найманець ПВК Вагнера, завербований у в'язниці в Росії | 15 вересня 2022       |                                                       |
| 76  | Зассєєв Руслан                                                          | м. Кваіса, рядовий, контрактник 4-ї російської військової бази, водій-гранатометник відділення зв'язку взводу управління мінометної батареї мотострілецького батальйону | до 18 вересня 2022    |                                                       |
| 77  | Лемехані Нейтан Ньїренда                                                | 23 роки, найманець ПВК Вагнера, завербований у в'язниці в Москві | 22 вересня 2022       | поблизу Бахмута, Донецька область                     |
| 78  | Джиоєв Алан                                                             | доброволець | 26 вересня 2022       | с. Ізюмське, Харківська область                       |
| 79  | Остаєв Тамерлан                                                         | 21 рік, доброволець | 26 вересня 2022       | с. Ізюмське, Харківська область                       |
| 80  | Хусенов Шукур Хасанович                                                 | 51 рік, молодший сержант, контрактник | 29 вересня 2022       |                                                       |
| 81  | Гроза Андрій Дмитрович                                                  | 31 рік, с. Подойма. Старший сержант ЗС РФ. | 4 жовтня 2022         | Луганська область                                     |
| 82  | Альфа Діябі                                                             | 36/37 років, бойовик з Габона. Член терористичного угрупування «ДНР». | до 6 жовтня 2022      |                                                       |
| 83  | Потоцький Стефан                                                        | с. Кална-над-Гроном, бойовик з Словаччини | до 6 жовтня 2022      |                                                       |
| 84  | Гамуряк Филарет                                                         | 47 років, найманець ПВК Вагнера | 16 жовтня 2022        |                                                       |
| 85  | Путцолу Елія                                                            | 28 років. Італійський найманець. Член терористичного угрупування «ДНР». | 16 жовтня 2022        | с. Піски, Донецька область                            |
| 86  | Джолдошев Руслан Миктазарбекович                                        | 30 років, м. Бішкек, лейтенант ЗС РФ | 17 жовтня 2022        |                                                       |
| 87  | Тарімо Немес Раймонд                                                    | 31 рік, найманець ПВК Вагнера, завербований у в'язниці в Росії | 24 жовтня 2022        | поблизу Бахмута, Донецька область                     |
| 88  | Айдралієв Аман                                                          | 40 років, найманець ПВК Вагнера, завербований у в'язниці в Росії | 24 жовтня 2022        |                                                       |
| 89  | Ідодеаї Алексіс Кастілло                                                | 34 роки, бойовик бандформування «Восток» | 28 жовтня 2022        | с. Піски, Донецька область                            |
| 90  | Комілов Мухаммаджон                                                     | 30 років, м. Вахдат, найманець ПВК Вагнера, завербований у в'язниці в Росії | листопад 2022         |                                                       |
| 91  | Багаєв Ібрагім                                                          | доброволець, посмертно нагороджений медаллю «Захиснику Вітчизни» | до 9 листопада 2022   |                                                       |
| 92  | Елбакієв Іван                                                           | 29 років, доброволець | до 16 листопада 2022  |                                                       |
| 93  | Гуламжанов Адахамжон Улукманжанович                                     | 28 років, найманець ПВК Вагнера, завербований у в'язниці в Росії | 19 листопада 2022     |                                                       |
| 94  | Кодиров Шамсіддін                                                       | 47 років, найманець ПВК Вагнера, завербований у в'язниці в Росії | 20 листопада 2022     |                                                       |
| 95  | Алішеров Аян                                                            | 30 років, найманець ПВК Вагнера, завербований у в'язниці в Росії | 24 листопада 2022     | поблизу Бахмута, Донецька область                     |
| 96  | Тишкевич Олексій                                                        | 30 років, Брагін, Гомельська область, найманець ПВК Вагнера, завербований у в'язниці в Росії | 26 листопада 2022     | поблизу Бахмута, Донецька область                     |
| 97  | Саїдов Муродбег Султонбегович                                           | 36 років, найманець ПВК Вагнера, завербований у в'язниці в Росії | 27 листопада 2022     |                                                       |
| 98  | Карімов Мухаммаді                                                       | 46 років, найманець ПВК Вагнера, завербований у в'язниці в Росії | 28 листопада 2022     |                                                       |
| 99  | Дзарахохов Олег Хаїрбекович («Ташай»)                                   | 42 роки, найманець ПВК Вагнера | кінець листопада 2022 | с. Озарянівка, Донецька область                       |
| 100 | Авазов Еркін Садинович                                                  | 54 роки, найманець ПВК Вагнера, завербований у в'язниці в Росії | 1 грудня 2022         |                                                       |
| 101 | Тапагуа Беслан Георгійович                                              | 24 роки, сержант ЗС РФ | до 7 грудня 2022      |                                                       |
| 102 | Туйдієв Бобоазіз                                                        | 22 роки, Яванський район, найманець ПВК Вагнера, завербований у в'язниці в Росії | до 12 грудня 2022     |                                                       |
| 103 | Абдумумінов Бабур                                                       | 26 років, Самаркандська область, найманець ПВК Вагнера, завербований у в'язниці в Росії | 15 грудня 2022        |                                                       |
| 104 | Джалолов Шахрієр                                                        | 23 роки, Самаркандська область, найманець ПВК Вагнера, завербований у в'язниці в Росії | 16 грудня 2022        | поблизу Бахмута, Донецька область                     |
| 105 | Шодов Манучехр                                                          | 28 років, Хатлонська область, найманець ПВК Вагнера, завербований у в'язниці в Росії | до 21 грудня 2022     |                                                       |
| 106 | Аверін Микола                                                           | 27 років, Бендери, бойовик з Придністров'я | 21 грудня 2022        |                                                       |
| 107 | Абіджба Мадбей                                                          | бойовик бандформування «П'ятнашка» | 28 грудня 2022        | поблизу м. Авдіївка, Донецька область                 |
| 108 | Цвіжба Дмитро                                                           | бойовик бандформування «П'ятнашка» | 28 грудня 2022        | поблизу м. Авдіївка, Донецька область                 |
| 109 | Лагнілава Адам                                                          | бойовик бандформування «П'ятнашка» | 28 грудня 2022        | поблизу м. Авдіївка, Донецька область                 |
| 110 | Рысбаєв Бекзат                                                          | 40 років, Ошська область, найманець ПВК Вагнера, завербований у в'язниці в Росії | до кінця 2022         |                                                       |
| 111 | Брель Сергій Володимирович                                              | найманець ПВК Вагнера, завербований у в'язниці в Росії | грудень 2022          |                                                       |
| 112 | Гатіятуллін Тимур                                                       | 48 років, доброволець | початок 2023          | поблизу Вугледара, Донецька область                   |
| 113 | Бахтадзе Рамін                                                          | 49 років, Гальський район, доброволець | 1 січня 2023          | Макіївка, Донецька область                            |
| 114 | Крупа Михайло Сергійович                                                | 46 років, найманець ПВК Вагнера, завербований у в'язниці в Росії | 9 січня 2023          |                                                       |
| 115 | Давлатшоєв Булбул                                                       | 47 років, Хатлонська область, найманець ПВК Вагнера, завербований у в'язниці в Росії | до 11 січня 2023      |                                                       |
| 116 | Джанібеков Боходір Буранович                                            | 45 років, Пахтакорський район, найманець ПВК Вагнера, завербований у в'язниці в Росії | 11 січня 2023         |                                                       |
| 117 | Ізабеков Чингіз                                                         | 32 роки, Джалал-Абадська область, найманець ПВК Вагнера, завербований у в'язниці в Росії | 11 січня 2023         |                                                       |
| 118 | Нарзуллоєв Фатхулло                                                     | 52 роки, Гісарський район, найманець ПВК Вагнера, завербований у в'язниці в Росії | 12 січня 2023         | поблизу Бахмута, Донецька область                     |
| 119 | Бачгонов Набімухаммад                                                   | 49 років, Ванцький район, найманець ПВК Вагнера, завербований у в'язниці в Росії | 20 січня 2023         |                                                       |
| 120 | Тіркашев Бехзодбек Махаммаджон-угли                                     | 28 років, м. Андижан, найманець ПВК Вагнера, завербований у в'язниці в Росії | 21 січня 2023         |                                                       |
| 121 | Мухіддінов Зульфікор                                                    | 27 років, найманець ПВК Вагнера, завербований у в'язниці в Росії | до 22 січня 2023      | поблизу Бахмута, Донецька область                     |
| 122 | Рахімов Янгібай                                                         | Ошська область, найманець ПВК Вагнера, завербований у в'язниці в Росії | до кінця січня 2023   |                                                       |
| 123 | Курбонов Максад                                                         | 39 років, найманець ПВК Вагнера, завербований у в'язниці в Росії | до 4 лютого 2023      | поблизу Бахмута, Донецька область                     |
| 124 | Эрмеков Эрлан                                                           | 30 років, найманець ПВК Вагнера, завербований у в'язниці в Росії | 6 лютого 2023         |                                                       |
| 125 | Зухба Микита                                                            | 23 роки, бойовик бандформування «П'ятнашка» | 8 лютого 2023         | поблизу м. Авдіївка, Донецька область                 |
| 126 | Мухріддін Аловіддін                                                     | 47 років, Чукурак, Гісарський район, найманець ПВК Вагнера, завербований у в'язниці в Росії | до 14 лютого 2023     |                                                       |
| 127 | Гавриков Андрій Михайлович                                              | 47 років, найманець ПВК Вагнера, завербований у в'язниці в Росії | 14 лютого 2023        |                                                       |
| 128 | Чолоєв Замір                                                            | 34 роки, найманець ПВК Вагнера, завербований у в'язниці в Росії | до 15 лютого 2023     |                                                       |
| 129 | Сафонов Георгій Віталійович                                             | народився у 1986 року, найманець ПВК Вагнера, завербований у в'язниці в Росії | до 16 лютого 2023     |                                                       |
| 130 | Гетов Цветомир Тодоров                                                  | 53 роки, м. Плевен, бойовик з Болгарії | 25 лютого 2023        | м. Донецьк                                            |
| 131 | Новицький Вячеслав                                                      | бойовик з Абхазії | до 28 лютого 2023     | Луганська область                                     |
| 132 | Нуров Ахмадалі                                                          | 34 роки, Хатлонська область, найманець ПВК Вагнера, завербований у в'язниці в Росії | до 5 березня 2023     |                                                       |
| 133 | Ф. Х.                                                                   | 43 роки, Елліккалинський район, найманець ПВК Вагнера, завербований у в'язниці в Росії | до 11 березня 2023    |                                                       |
| 134 | Вітвіт Аббас                                                            | найманець ПВК Вагнера, завербований у в'язниці в Росії, помер у шпиталі внаслідок поранення, отриманого в м. Бахмут Донецької області | 7 квітня 2023         | м. Луганськ                                           |
| 135 | Аброров Файзулло                                                        | 27 років, Хатлонська область, найманець ПВК Вагнера, завербований у в'язниці в Росії | до 21 квітня 2023     |                                                       |
| 136 | Рахматов Валіджон                                                       | 27 років, м. Турсунзаде, найманець ПВК Вагнера, завербований у в'язниці в Росії | до 22 квітня 2023     | поблизу Бахмута, Донецька область                     |
| 137 | Првулович Урош                                                          | 29 років, м. Крушеваць, найманець ПВК Вагнера | 28 квітня 2023        | м. Бахмут, Донецька область                           |
| 138 | Зорніч Емрах                                                            | бойовик сербського загону «Вовки» бригади «Дон» | кінець квітня 2023    | м. Бахмут, Донецька область                           |
| 139 | Саканелашвілі Васіл                                                     | позивний «Сітуан», завербований в ПВК Вагнера | до 12 травня 2023     |                                                       |
| 140 | Тожібоєв Ш.                                                             | 23 роки, Наманганська область, найманець ПВК Вагнера, завербований у в'язниці в Росії | до 28 травня 2023     |                                                       |
| 141 | Горловський Дмитро                                                      | найманець ПВК Вагнера | травень 2023          | м. Бахмут, Донецька область                           |
| 142 | Касаєв Генріх                                                           | 47 років, доброволець | до 3 червня 2023      | поблизу м. Авдіївка, Донецька область                 |
| 143 | Бітієв Алан                                                             | 45 років, Джавський район, контрактник ЗС РФ, командир 3-ї танкової роти танкового батальйону | 7 червня 2023         | поблизу Бахмута, Донецька область                     |
| 144 | Сланов Ацамаз                                                           | 32 роки, м. Джава, бойовик з Південної Осетії | 8 червня 2023         | поблизу м. Волноваха, Донецька область                |
| 145 | Бітенаве Піга                                                           | 28 років, громадянин Того | 10 червня 2023        |                                                       |
| 146 | Сувханов Марат                                                          | народився у 1989 року, Світлогорськ (Гомельська область), найманець ПВК Вагнера, завербований у в'язниці в Росії | до 23 червня 2023     |                                                       |
| 147 | Тхапалія Сандіп                                                         | 30 років, непалець із району Горкха | 28 червня 2023        |                                                       |
| 148 | Каркі Рупак                                                             | 23 роки, Капілвасту, непалець | 30 червня 2023        |                                                       |
| 149 | Коменан Абоя Бріс Алін                                                  | завербований у в'язниці найманець ПВК «Вагнер» | до 11 липня 2023      |                                                       |
| 150 | Багаєв Хох                                                              | 40 років, доброволець | до 13 липня 2023      |                                                       |
| 151 | Аль-Фарра Рамі                                                          | 28 років, доброволець | 5 серпня 2023         | Донецька область                                      |
| 152 | Лановенко Сергій Володимирович                                          | 47 років, Осиповичі, бойовик 1 АК ЗС РФ | 6 серпня 2023         | Волноваський район, Донецька область                  |
| 153 | Турсунов Хушбахт                                                        | 35 років, м. Канібадам, капітан, штурман Мі-8АМТШ | 9 серпня 2023         | Полтава (Куп'янський район), Харківська область       |
| 154 | Панагіотідіс Сімос Павлос                                               | 50 років, бойовик з Греції | 10 серпня 2023        |                                                       |
| 155 | Хачіров Артур                                                           | 33 роки, доброволець | до 27 серпня 2023     |                                                       |
| 156 | Габараєв Сослан                                                         | 27 років, доброволець | до 9 жовтня 2023      |                                                       |
| 157 | Атабаєв Мірлан                                                          | 41 рік, Бішкек, стрілець | жовтень 2023          | Донецька область                                      |
| 158 | Мартінес Едуардо Монтеро («Куба»)                                       | 45 років, контрактник ЗС РФ 70-го мотострілецького полку 42-ї мотострілецької дивізії | 2 листопада 2023      |                                                       |
| 159 | Гурунг Пурна Бахадур                                                    | непалець, солдат ЗС РФ | 2 листопада 2023      |                                                       |
| 160 | Каноатов Субхіддін                                                      | 42 роки, Согдійська область, командир розвідгрупи ЗС РФ | 3 листопада 2023      | Харківська область                                    |
| 161 | Джунайдов Назрулло                                                      | 43 роки, Абдурахмона Джомі район, солдат ЗС РФ | 10 листопада 2023     | Донецька область                                      |
| 162 | Тедеєв Владик                                                           | 36 років, контрактник 4-ї російської військової бази, посмертно нагороджений медаллю «Захиснику Вітчизни» | до 21 листопада 2023  |                                                       |
| 163 | Геддави Шеріф Мохамед Алі                                               | 24 роки, бойовик з Єгипту, похований 26 березня 2024 | 23 листопада 2023     |                                                       |
| 164 | Гассієв Баграт                                                          | 36 років, Джавський район, бойовик з Південної Осетії | до 25 листопада 2023  | Запорізька область                                    |
| 165 | Бестаєв Азамат                                                          | 28 років, контрактник 4-ї російської військової бази, посмертно нагороджений медаллю «Захиснику Вітчизни» | 25 листопада 2023     | Запорізька область                                    |
| 166 | Шах Бхарат Бахадур (Bharat Bahadur Shah)                                | 36 років, Тікапур, солдат ЗС РФ | 26 листопада 2023     |                                                       |
| 167 | Чібісов Віталій                                                         | 22 роки, контрактник ЗС РФ, похований у Молодечно | 26-28 листопада 2023  |                                                       |
| 168 | Дасанія Шаміль Анзорович                                                | народився у 1992 року, бойовик бандформування «Дика дивізія Донбасу» | до 28 листопада 2023  | поблизу м. Авдіївка, Донецька область                 |
| 169 | Ачба Марзакан Зурабович                                                 | народився у 1988 року, бойовик бандформування «Дика дивізія Донбасу» | до 28 листопада 2023  | поблизу м. Авдіївка, Донецька область                 |
| 170 | Ар'ял Прасад Харі (Hari Prasad Aryal)                                   | 23 роки, непалець із регіону Сьянгджа | 29 листопада 2023     |                                                       |
| 171 | Сукра (Шукра) Бахадур Таманг (Sukra Bahadur Tamang)                     | 48 років, непалець із Катманду | до 30 листопада 2023  |                                                       |
| 172 | Чжао Жуй                                                                | народився 20 липня 1985, Чунцін, учасник війни у М'янмі на боці хунти | листопад 2023         | Запорізька область                                    |
| 173 | Аз-Зубайр Мухаммад Абду Зіяд                                            | громадянин Ємену, родом з провінції Ібб, у 2018 року приїхав на навчання до Росії | 1 грудня 2023         |                                                       |
| 174 | Біста Біраджан (Bista Birajan)                                          | 45 років, непалець, Канчанпур, солдат ЗС РФ | 1 грудня 2023         | Запорізька область, Токмак                            |
| 175 | Гірі Раджкумар (Rajkumar Giri)                                          | непалець | 3 грудня 2023         |                                                       |
| 176 | Сінгх Кундан Нагал (Nagal Kundan Singh)                                 | непалець, солдат ЗС РФ | до 4 грудня 2023      |                                                       |
| 177 | Рай Деван (Dewan Rai)                                                   | непалець, солдат ЗС РФ | до 4 грудня 2023      |                                                       |
| 178 | Каркі Пітам (Прітам) (Pitam (Pritam) Karki)                             | непалець, Сьянгджа, солдат ЗС РФ | до 4 грудня 2023      |                                                       |
| 179 | Рокка (Рока) Радж Кумар (Raj Kumar Rokka (Roka))                        | непалець, Долакха, солдат ЗС РФ | до 4 грудня 2023      |                                                       |
| 180 | Моктан Гангарадж (Gangaraj Moktan)                                      | непалець, Ілам, солдат ЗС РФ | до 4 грудня 2023      |                                                       |
| 181 | Харіашвілі Темур                                                        | бойовик з Абхазії | до 8 грудня 2023      | Донецька область                                      |
| 182 | Оріпов Бахтовар                                                         | 30 років, м. Істаравшан, офіцер ЗС РФ | до 13 грудня 2023     |                                                       |
| 183 | Моктан Сундар (Sundar Moktan)                                           | непалець, солдат ЗС РФ | середина грудня 2023  |                                                       |
| 184 | Никонов Віталій                                                         | солдат ЗС РФ | середина грудня 2023  | м. Мар'їнка, Донецька область                         |
| 185 | Любисавлевич Олександр Мілдрага                                         | 44 роки, громадянин Сербії, бойовик козачого союзу «Область Війська Донського» | 21 грудня 2023        |                                                       |
| 186 | Янсіель Морехон Діас (ісп. Yansiel Morejón Díaz)                        | 26 років, Санта-Клара | 27 грудня 2023        |                                                       |
| 187 | Сунар Сону (Sonu Sunar)                                                 | непалець, солдат ЗС РФ | кінець грудня 2023    |                                                       |
| 188 | Падам Бахадур Гхімір (Padam Bahadur Ghimire)                            | непалець, Удаяпур, солдат ЗС РФ | 31 грудня 2023        |                                                       |
| 189 | Відеа Перес Альберто (ісп. Videa Perez Alberto)                         | 37 років, найманець із Куби | 9 січня 2024          |                                                       |
| 190 | Сабекія Давид                                                           | солдат ЗС РФ | до 10 січня 2024      | Херсонська область                                    |
| 191 | Паласіо Херреро Раїбель (ісп. Raibel Palacio Herrera)                   | 21 рік, найманець із Куби | 12 січня 2024         |                                                       |
| 192 | Лазарєв Денис Олександрович                                             | 47 років, м. Гомель, 328 ПДП ЗС РФ, старший лейтенант ЗС РБ у відставці | січень 2024           | Кринки (Херсонський район)                            |
| 193 | Гурунг Саджан (Sajan Gurung)                                            | непалець, Ламджунг, лідер молодіжної комуністичної ліги | до 16 січня 2024      |                                                       |
| 194 | Харабуа Володимир Родіонович                                            | заступник командира бандформування «П'ятнашка» | 20 січня 2024         | Авдіївка                                              |
| 195 | Аніт Кумар Сах (Anit Kumar Sah)                                         | 23 роки, Махоттарі, непалець, солдат ЗС РФ | до 31 січня 2024      |                                                       |
| 196 | Мстоян Ханаміран Аліханович                                             | 49 років, солдат 74 ОМСБр ЗС РФ | до 14 лютого 2024     |                                                       |
| 197 | Хеміл Ашвінбхай Мангукія                                                | 23 роки, штат Гуджарат, солдат ЗС РФ | 21 лютого 2024        |                                                       |
| 198 | Роїг Едуардо (ісп. Eduardo Roig)                                        | Санта-Клара | 15 лютого 2024        |                                                       |
| 199 | Базульто Педро Антоніо Ромеро (ісп. Pedro Antonio Romero Basulto)       | найманець із Куби | 21 лютого 2024        |                                                       |
| 200 | Гхана Сінгх (Дхансінгх) Пун (Ghana Singh (Dhansingh) Pun)               | 45 років, Ролпа, непалець, солдат ЗС РФ | до 23 лютого 2024     |                                                       |
| 201 | Гурунг Сантош                                                           | непалець, солдат ЗС РФ | до 25 лютого 2024     |                                                       |
| 202 | Джит Бахадур Пун                                                        | непалець із району Данг, солдат ЗС РФ | до 25 лютого 2024     |                                                       |
| 203 | Санджай К. С.                                                           | непалець, солдат ЗС РФ | до 25 лютого 2024     |                                                       |
| 204 | Моралес Рауль Алеман (ісп. Raúl Alemán)                                 | найманець із Куби | до 27 лютого 2024     |                                                       |
| 205 | Шрі Мохаммед Асфан                                                      | 30 років, солдат ЗС РФ | до 6 березня 2024     |                                                       |
| 206 | Набін Шахі (Nabin Shahi)                                                | непалець, Джаджаркот, солдат ЗС РФ | до 14 березня 2024    |                                                       |
| 207 | Ганга Рам Адхікарі (Ganga Ram Adhikari)                                 | непалець, Джхапа, солдат ЗС РФ | до 14 березня 2024    |                                                       |
| 208 | Тіка Бахадур Рана Магар (Tika Bahadur Rana Magar)                       | непалець, Техратхум, солдат ЗС РФ | до 20 березня 2024    |                                                       |
| 209 | Абхішек Будха (Abhishek Budha)                                          | непалець, Данг, солдат ЗС РФ | до 20 березня 2024    |                                                       |
| 210 | Чандра Бахадур (Chandra Bahadur)                                        | непалець, Банке, солдат ЗС РФ | до 20 березня 2024    |                                                       |
| 211 | Ганшьям Шахі (Ghanshyam Shahi)                                          | непалець, Моранґ, солдат ЗС РФ | до 20 березня 2024    |                                                       |
| 212 | Прем Бахадур Катхаят (Prem Bahadur Kathayat)                            | непалець, Ачхам, солдат ЗС РФ | до 20 березня 2024    |                                                       |
| 213 | Хом Бахадур Бхуджел (Khom Bahadur Bhujel)                               | непалець, Окхалдхунга, солдат ЗС РФ | до 20 березня 2024    |                                                       |
| 214 | Бімалкумар Гаджмер (Bimalkumar Gajmer)                                  | непалець, Дхануса, солдат ЗС РФ | до 20 березня 2024    |                                                       |
| 215 | Премпракаш Неупане (Premprakash Neupane)                                | непалець, Навалпарасі, солдат ЗС РФ | до 20 березня 2024    |                                                       |
| 216 | Бхім Бахадур (Bhim Bahadur)                                             | непалець, Навалпарасі, солдат ЗС РФ | до 20 березня 2024    |                                                       |
| 217 | Кшитій Баснет (Kshitij Basnet)                                          | непалець, Кхотанг, солдат ЗС РФ | до 20 березня 2024    |                                                       |
| 218 | Сомеш Сунувар (Somesh Sunuwar)                                          | непалець, П'ютхан, солдат ЗС РФ | до 20 березня 2024    |                                                       |
| 219 | Вікас Рай (Vikas Rai)                                                   | непалець, П'ютхан, солдат ЗС РФ | до 20 березня 2024    |                                                       |
| 220 | Віджай Бахадур Токар (Vijay Bahadur Thokar)                             | непалець, Макванпур, солдат ЗС РФ | до 20 березня 2024    |                                                       |
| 221 | Джітендра Бахадур Гісінг (Jitendra Bahadur Ghising)                     | непалець, Макванпур, солдат ЗС РФ | до 20 березня 2024    |                                                       |
| 222 | Харебов Зелім                                                           | 42 роки, бойовик з Південної Осетії | до 22 березня 2024    | с. Роботине, Запорізька область                       |
| 223 | Мора Пічардо Лестер (ісп. Lester Mora Pichardo)                         | 37 років, Санта-Клара | 23 березня 2024       |                                                       |
| 224 | Алдана Агілар Алексей                                                   | 40 років, найманець із Куби, уроженець Гавани | 3 квітня 2024         |                                                       |
| 225 | Цховребов Рудольф                                                       | 51 рік, бойовик з Південної Осетії, посмертно нагороджений медаллю «Захиснику Вітчизни» | до 7 квітня 2024      |                                                       |
| 226 | Родрігес Рікардо (ісп. Ricardo Rodríguez)                               | 24 роки, найманець із Куби | до 11 квітня 2024     |                                                       |
| 227 | Алборов Алан                                                            | 26 років, бойовик бандформування «Сармат», посмертно нагороджений медаллю «Захиснику Вітчизни» | 23 квітня 2024        | поблизу м. Часів Яр, Донецька область                 |
| 228 | Бітієв Азамат                                                           | 27 років, бойовик бандформування «Сармат», посмертно нагороджений медаллю «Захиснику Вітчизни» | 23 квітня 2024        | поблизу м. Часів Яр, Донецька область                 |
| 229 | Єрмоленко Данило                                                        | 18 років, громадянин Казахстану, військовослужбовець 74 ОМСБр ЗС РФ | квітень 2024          | Бердичі, Донецька область                             |
| 230 | Стоїч Зоран                                                             | бойовик з Сербії | 3 травня 2024         | Веселе, Бахмутський район, Донецька область           |
| 231 | Вукобратович Ігор                                                       | 57 років, Новий Сад | 3 травня 2024         | Веселе, Бахмутський район, Донецька область           |
| 232 | Сеспедес Перес Маріо Альберто (ісп. Mario Alberto Céspedes Pérez)       | 42 роки, найманець із Куби | 14 травня 2024        |                                                       |
| 233 | Очоа Морено Каміло Антоніо (ісп. Ochoa Moreno Camilo Antonio)           | 36 років, найманець із Куби | до 1 червня 2024      |                                                       |
| 234 | Аль-Сахмі Ахмед                                                         | колишній співробітник посольства Ємену в Росії | до 4 червня 2024      |                                                       |
| 235 | Сандеш Тхапа (Sandesh Thapa)                                            | 20 років, непалець із Ламджунга | 4 червня 2024         |                                                       |
| 236 | Балрам Гурунг (Balram Gurung)                                           | непалець, Рукум, солдат ЗС РФ | до 13 червня 2024     |                                                       |
| 237 | Тедж Бахадур Шахі (Tej Bahadur Shahi)                                   | непалець, Дайлекх, солдат ЗС РФ | до 13 червня 2024     |                                                       |
| 238 | Кхагендра Райка Магар (Khagendra Raika Magar)                           | непалець, солдат ЗС РФ | до 15 червня 2024     |                                                       |
| 239 | Пачеко Рубіо Деніс Франк (ісп. Denis Frank Pacheco Rubio)               | 42 роки, Санта-Клара | 20 червня 2024        |                                                       |
| 240 | Фундічелі Дукесне Леонел (ісп. Leonel Fundichely Duquesne)              | найманець із Куби | 20 червня 2024        |                                                       |
| 241 | Тігієв Алан                                                             | 35 років, контрактник 4-ї російської військової бази, посмертно нагороджений медаллю «Захиснику Вітчизни» | до 23 червня 2024     |                                                       |
| 242 | Табуєв Рустам                                                           | 36 років, доброволець | до 25 червня 2024     |                                                       |
| 243 | Коваль Микола («Бульбаш»)                                               | 44 роки, Речиця, командир взводу 254-го МСП ЗС РФ | до 4 липня 2024       |                                                       |
| 244 | Цховребов Альберт                                                       | 40 років, Джавський район, бойовик з Південної Осетії | до 7 липня 2024       |                                                       |
| 245 | Раві Мун                                                                | 22 роки, солдат ЗС РФ | до 29 липня 2024      |                                                       |
| 246 | Данило Делібашич                                                        | 10.08.1982, Новий Сад | 6 серпня 2024         | Роздолівка, Бахмутський район                         |
| 247 | Беліца Страхінья                                                        | 30 років, Белград | 9 серпня 2024         |                                                       |
| 248 | Аверушко Андрій Йосипович                                               | 54—55 років, Індура, Гродненська область, військовослужбовець 254-го МСП ЗС РФ | до 10 серпня 2024     |                                                       |
| 249 | Ганеш Шрестха (Ganesh Shrestha)                                         | непалець із регіону Сьянгджа | до 12 серпня 2024     |                                                       |
| 250 | Сандіп Чандран                                                          | 36 років, Триссур | до 20 серпня 2024     | Донецька область                                      |
| 251 | Алаа Аль-Батал                                                          | бойовик з Сирії | до 26 серпня 2024     |                                                       |
| 252 | Тужба Данієль                                                           | бойовик з Абхазії | до 28 серпня 2024     | Донецька область                                      |
| 253 | Холіус Берналь (ісп. Jolius Bernal)                                     | найманець із Куби | до 28 серпня 2024     |                                                       |
| 254 | Бімал Лімбу (Bimal Limbu)                                               | непалець, солдат ЗС РФ | до 2 вересня 2024     |                                                       |
| 255 | Бікрам Чаудхарі (Bikram Chaudhary)                                      | непалець, солдат ЗС РФ | до 2 вересня 2024     |                                                       |
| 256 | Дом Бахадур Але (Dom Bahadur Ale)                                       | непалець, солдат ЗС РФ | до 2 вересня 2024     |                                                       |
| 257 | Субаш Тхапа (Subash Thapa)                                              | непалець, солдат ЗС РФ | до 2 вересня 2024     |                                                       |
| 258 | Санджог Ачар'я (Sanjog Acharya)                                         | непалець, солдат ЗС РФ | до 2 вересня 2024     |                                                       |
| 259 | Навін Шахі (Naveen Shahi)                                               | непалець, солдат ЗС РФ | до 2 вересня 2024     |                                                       |
| 260 | Пхурва Шерпа (Phurwa Sherpa)                                            | непалець, Долакха, солдат ЗС РФ | до 2 вересня 2024     |                                                       |
| 261 | Сурадж БК (Suraj BK)                                                    | непалець, Сьянгджа, солдат ЗС РФ | до 2 вересня 2024     |                                                       |
| 262 | Нетра Бахадур Гхарті (Netra Bahadur Gharti)                             | непалець, Дхадінг, солдат ЗС РФ | до 2 вересня 2024     |                                                       |
| 263 | Бірбал Рай (Birbal Rai)                                                 | непалець, Санкувасабха, солдат ЗС РФ | до 2 вересня 2024     |                                                       |
| 264 | Лал Бахадур Будха (Lal Bahadur Budha)                                   | непалець, Рупандехі, солдат ЗС РФ | до 2 вересня 2024     |                                                       |
| 265 | Сурендра Рана (Surendra Rana)                                           | непалець, Джумла, солдат ЗС РФ | до 2 вересня 2024     |                                                       |
| 266 | Сханта Бахадур Бхолан (Shanta Bahadur Bholan)                           | непалець, Сіндхулі, солдат ЗС РФ | до 2 вересня 2024     |                                                       |
| 267 | Раджу Тхару (Raju Tharu)                                                | непалець, солдат ЗС РФ | до 2 вересня 2024     |                                                       |
| 268 | Гханшиам Паріяр (Ghanshyam Pariyar)                                     | непалець, солдат ЗС РФ | до 2 вересня 2024     |                                                       |
| 269 | Мохан Таманг (Mohan Tamang)                                             | непалець, Удаяпур, солдат ЗС РФ | до 9 вересня 2024     |                                                       |
| 270 | Дхрува Гхарті (Dhruva Gharti)                                           | непалець, Баглунг, солдат ЗС РФ | до 9 вересня 2024     |                                                       |
| 271 | Ранджіт Гурунг (Ranjit Gurung)                                          | непалець, солдат ЗС РФ | до 9 вересня 2024     |                                                       |
| 272 | Гусейнов Кянан                                                          | учасник Другої карабаської війни | до 11 вересня 2024    |                                                       |
| 273 | Вахід Мурсал Аль-Шіблі                                                  | солдат 488 МСП ЗС РФ | 15 вересня 2024       | Луганська область                                     |
| 274 | ??? («Спрайт»)                                                          | бойовик з Китаю | до 1 жовтня 2024      |                                                       |
| 275 | ??? («Кола»)                                                            | бойовик з Китаю | до 1 жовтня 2024      |                                                       |
| 276 | Мустафаєв Джафар                                                        | проживав у селищі Алят | до 3 жовтня 2024      |                                                       |
| 277 | Гасимов Джейхун                                                         | 1995 року народження, село Гяндабіль, Зардабський район | до 4 жовтня 2024      |                                                       |
| 278 | Деррік Нґаман                                                           | 32 роки, колишній капрал ЗС ЦАР, воював у лавах 155-ї ОБрМП | 15 листопада 2024     | Новоіванівка, Курська область                         |
| 279 | Валідо Оропеса Мікаель Гільєрмо (ісп. Valido Oropesa Michael Guillermo) | найманець із Куби | до 23 грудня 2024     |                                                       |
| 280 | Братислав Живкович                                                      | 1975 року народження, сербський четник, який воював добровольцем у російській армії | 3 січня 2025          | Курська область                                       |
| 281 | Бініл Бабу                                                              | 32 роки, Триссур | до 13 січня 2025      |                                                       |
| 282 | Матович Марко (Мат)                                                     | 38 років, Земун, колишній десантник сербської армії, військовослужбовець 119-го ПДП ЗС РФ | січень 2025           | Курська область                                       |
| 283 | Тіркх Бахадур Будхатхокі (Tirkh Bahadur Budhathoki)                     | 44 роки, непалець із району Ролпа | 24 лютого 2025        |                                                       |
| 284 | Майкл Глос                                                              | США. Народився в родині військових. Його мати — Джуліан Глосс — перша жінка, яка очолювала курсантське командування Військово-морської академії США. Вона понад 30 років працює у сфері розвідки, служила у ВМС, а нині обіймає посаду заступниці директора ЦРУ з цифрових інновацій. Батько — Ларрі Глосс — ветеран ВМС і спеціаліст із кібербезпеки, очолює компанію, яка розробляє програмне забезпечення для урядових структур США та НАТО. | 4 квітня 2025         |                                                       |
| 285 | Чжан Юйцяо                                                              | 25 років | 4 квітня 2025         |                                                       |

## Кількість загиблих бійців за країнами
| Країна          | Кількість |
| --------------- | --------- |
| Непал           | 62        |
| Південна Осетія | 41        |
| Таджикистан     | 31        |
| Киргизстан      | 21        |
| Абхазія         | 18        |
| Куба            | 16        |
| Білорусь        | 15        |
| Узбекистан      | 12        |
| Сербія          | 12        |
| Азербайджан     | 5         |
| Індія           | 5         |
| Китай           | 4         |
| Грузія          | 3         |
| Молдова         | 2         |
| Італія          | 2         |
| Чехія           | 2         |
| border ПМР      | 2         |
| Греція          | 2         |
| Казахстан       | 2         |
| Литва           | 2         |
| Ємен            | 2         |
| Вірменія        | 2         |
| Сирія           | 2         |
| Туреччина       | 1         |
| Угорщина        | 1         |
| Габон           | 1         |
| Ірландія        | 1         |
| Колумбія        | 1         |
| Замбія          | 1         |
| Латвія          | 1         |
| Фінляндія       | 1         |
| Німеччина       | 1         |
| Танзанія        | 1         |
| Палестина       | 1         |
| Того            | 1         |
| Ірак            | 1         |
| Словаччина      | 1         |
| Болгарія        | 1         |
| Франція         | 1         |
| Єгипет          | 1         |
| Кот-д'Івуар     | 1         |
| ЦАР             | 1         |
| США             | 1         |